# Martin Rutilius
Martin Rutilius (Rüdel est la forme allemande) est un pasteur allemand et auteur de cantiques né en 1550 à Düben (hameau rattaché aujourd'hui à Coswig, en Saxe-Anhalt) et décédé 18 janvier 1618 probablement à Weimar.
Fils du pasteur local, il fait des études à Torgau puis fréquente l'université luthérienne de Wittenberg et celle d'Iéna. En 1575 Rutilius devient pasteur de Teutleben (aujourd'hui intégré à la commune de Hörsel, en Thuringe) puis, à partir de 1586, diacre et enfin archidiacre de Weimar où il meurt, probablement.
Johann Sebastian Bach reprend son cantique Ach Gott und Herr pour sa cantate BWV 48 et son choral BWV 255.

## Sources
- (en) Biographie sur Bach-cantatas.com